# Anita Nyberg
Anita Margareta Virginia Nyberg, född 1940, är en svensk genusvetare och professor emerita vid Stockholms universitet.
Efter att bland annat ha arbetat som sekreterare var Nyberg under ett par år lärare i Tanzania, varefter hon vid återkomsten till Sverige började studera nationalekonomi vid Linköpings universitet, där hon också disputerade 1989. Bland annat har hon forskat i ämnet hemmafruar.
Nyberg var professor vid Arbetslivsinstitutet 2000–2007. Under 2007 var hon gästföreläsare vid två universitet i Portland, Maine i USA, University of Southern Main och Portland State University, varefter hon varit affilierad professor i könsperspektiv på arbete och ekonomi vid Stockholms universitet. 
Hon var huvudsekreterare i Utredningen om fördelningen av ekonomisk makt och resurser mellan kvinnor och män (SOU1998:6, den så kallade Kvinnomaktutredningen).